# Coronel Pilar
Coronel Pilar é um município brasileiro do estado do Rio Grande do Sul. Emancipou-se de Garibaldi e Roca Sales em 16 de Abril de 1996, através da Lei Estadual nº 10.744 e instalado em 1 de Janeiro de 2001.

## População
Coronel Pilar possui uma população total de 1.725 habitantes, de acordo com o censo de 2010. É o município com a menor população urbana do Brasil: apenas 174 habitantes. É também o segundo município com a menor população urbana apenas na sede do município (excluindo-se os distritos e os povoados), perdendo apenas para o município de União da Serra.